# Laarakker
Laarakker is een buurtschap ten oosten van het dorp Haps.
Het betreft een bolle akker waaromheen een aantal boerderijen liggen.
De naam komt voor het eerst naar voren op het einde van de 14e eeuw, als sprake is van de hoeve op de Laeracker. De hoeve was tot 1888 eigendom van het kruisherenklooster te Sint Agatha. Er zijn tegenwoordig twee boerderijen van de naam Kleine Laarakker en één die Grote Laarakker heet.
In 1681 is er al sprake van een familie Op den Laeracker, pachters van de hoeve.
Op de Laarakker te Haps werden in 1870 verschillende urnen gevonden. Bij opgravingen stuitte men ook op een prehistorische bijl en enkele Romeinse munten. Het urnenveld uit de IJzertijd is thans een monument.